# Esgarrat
L'esgarrat o esgarra(d)et, esgarra(d)eta, espencat, o encara torrat, mullador torrat, mullado, tabollat, pebrera i tomaca rostida és un entremès fred típic de València i la seua rodalia fet a base de pebreres escalivades i esqueixades, és a dir, esgarrades; també pot dur olives i bacallà salat.
A les muntanyes d'Alcoi existeix una preparació semblant anomenada pericana. Un altre plat que té com a element central el bacallà esqueixat és l'esqueixada de Catalunya, que conté tomàquets escalivats i pot tenir o no pebrot.